# 帆蜥魚科
帆蜥魚科是輻鰭魚綱仙女魚目的其中一科。

## 分布
本科魚類分布在全球三大洋熱帶至溫帶海域，屬於深海魚類。

## 特徵
本科魚類體相當細長，不具有任何發光器官及鱗片，帆蜥魚屬(Alepisaurus)的背鰭基部相當長，延伸至整個身體，背鰭鰭條多，體長最長可達2公尺。錘頷魚屬(Omosudis)背鰭基部短，體長可達20公分，錘頷魚從前分類上為獨立一科，即錘頷魚科(Omosudidae)。

## 分類
帆蜥魚科其下分2個屬，如下：
- 帆蜥魚屬(Alepisaurus)
  - 短吻帆蜥魚(Alepisaurus brevirostris)
  - 長吻帆蜥魚(Alepisaurus ferox)：又稱帆蜥魚。
  - †帕氏帆蜥魚(Alepisaurus paronai)：生存於中新世。

## 經濟利用
本科魚類罕見，除科學研究外，不具任何經濟價值。